# Château de Taurenne (Var)
Pour les articles homonymes, voir Château de Taurenne.
Le château de Taurenne est un édifice situé à Aups, en France.

## Localisation
Le monument est situé dans le département français du Var, sur le territoire de la commune de Aups.
Le domaine oléicole « Château de Taurenne » est proche.

## Historique
Le nom du château pourrait venir d'un bourg castral proche, situé sur la commune de Tourtour.

## Architecture
Façades et toitures sont inscrits au titre des monuments historiques depuis le 29 août 1989.